# Алиев, Султан Абдураупович
Султан Абдураупович Алиев (4 декабря 1982, Махачкала, Дагестанская АССР, РСФСР, СССР) — российский спортсмен, специализируется по ушу и рукопашному бою, чемпион мира по боям без правил, чемпион Европы по ушу-саньда, абсолютный чемпион СНГ по рукопашному бою, чемпион России среди профессионалов по драке.

## Спортивная карьера
Ушу-саньда занимается с 1996 года в махачкалинском спортивном клубе «Аманат». Первый тренер – Гайдар Гайдарбеков. Далее стал заниматься под руководством Абдуллы Магомедова и Магомедэмина Гаджиева. Алиев в 2002 году был вторым на чемпионате Европе, где в финале проиграл представителю Азербайджана, а в 2006 году стал чемпионом континента, обыграв в финале спортсмена из Румынии. 

## Спортивные достижения
- Чемпионат России по ушу 2002 — ;
- Чемпионат Европы по ушу 2002 — ;
- Чемпионат России по ушу 2006 — ;
- Чемпионат Европы по ушу 2006 — ;

## Личная жизнь
В 1999 году окончил среднюю школу № 26 в Махачкале. В 2007 году окончил дагестанский филиал Российского государственного университет туризма и сервиса.